# 安德森號驅逐艦
安德森號驅逐艦（英語：USS Anderson，舷号：DD-411），是一艘隸屬於美國海軍的驅逐艦，為辛姆斯級驅逐艦的三號艦。她以美國海軍上將、同時也是荣誉勋章的獲得人—小埃德温·安德森的名字所命名。
安德森號於1937年11月15日開始建造，1939年2月4日下水，1939年5月19日服役。在歷經長時間的測試後，安德森號於1940年5月成為第2驱逐舰中队第3支队的旗艦，1941年6月轉至大西洋，10月與11月用作前往愛爾蘭和加拿大船團的護航艦。1941年12月，安德森號轉戰太平洋，為第3戰艦分隊的一部份，並參與了珊瑚海戰役與中途島戰役。1942年7月至8月期間，安德森號被派去進行護航任務，接著又與大黃蜂號航空母艦參加東所羅門海戰和聖克魯斯群島戰役。1943年起，安德森號又轉回反潛和護航的任務。同年11月，安德森號又參與了塔拉瓦戰役，提供火力支援。在之後的馬紹爾群島戰事中，安德森號中彈，船上包括艦長在內的6人陣亡。接著又於瓜加林環礁被日軍轟炸重創，被迫返回珍珠港整修，1944年6月15日重返戰場，投入到摩羅泰島戰役和雷伊泰灣海戰中，在此期間受到日軍自殺式飛機攻擊，造成艦上18人陣亡、20人受傷。12月9日，安德森號返回旧金山，加入了位在阿圖島的第92特遣艦隊的第2支隊，參與轟炸幌筵岛、千島群島、松轮岛的行動，還執行了獵殺日軍商船隊的作戰。
太平洋戰爭結束後，安德森號於11月8日返回聖地牙哥，接著被預定投入至於比基尼环礁的「十字路行動」核子試爆中，1946年5月30日安德森號抵達該地，於7月1日被炸沉。

## 设计与装备
西姆斯级驱逐舰的主体构造与班汉级驱逐舰类似，但在其基础上改进了舰体流线结构和武器布局，使其在2具西屋电气蒸汽涡轮机的推进下最高能够达到37节航速。该级驱逐舰早期搭载有5座单装5英寸38倍径主炮、2座四联装21英寸鱼雷发射管和4座.50机枪，但其中一座主炮随后因稳心过高问题而被拆除，随着战事进展，西姆斯级的防空火力和反潜装备也得到过加强。此外，该级驱逐舰还搭载有多种当时较为先进的技术，使其在续航、火炮准度等方面相较于过往船型有了一定程度的提高。

## 服役历史

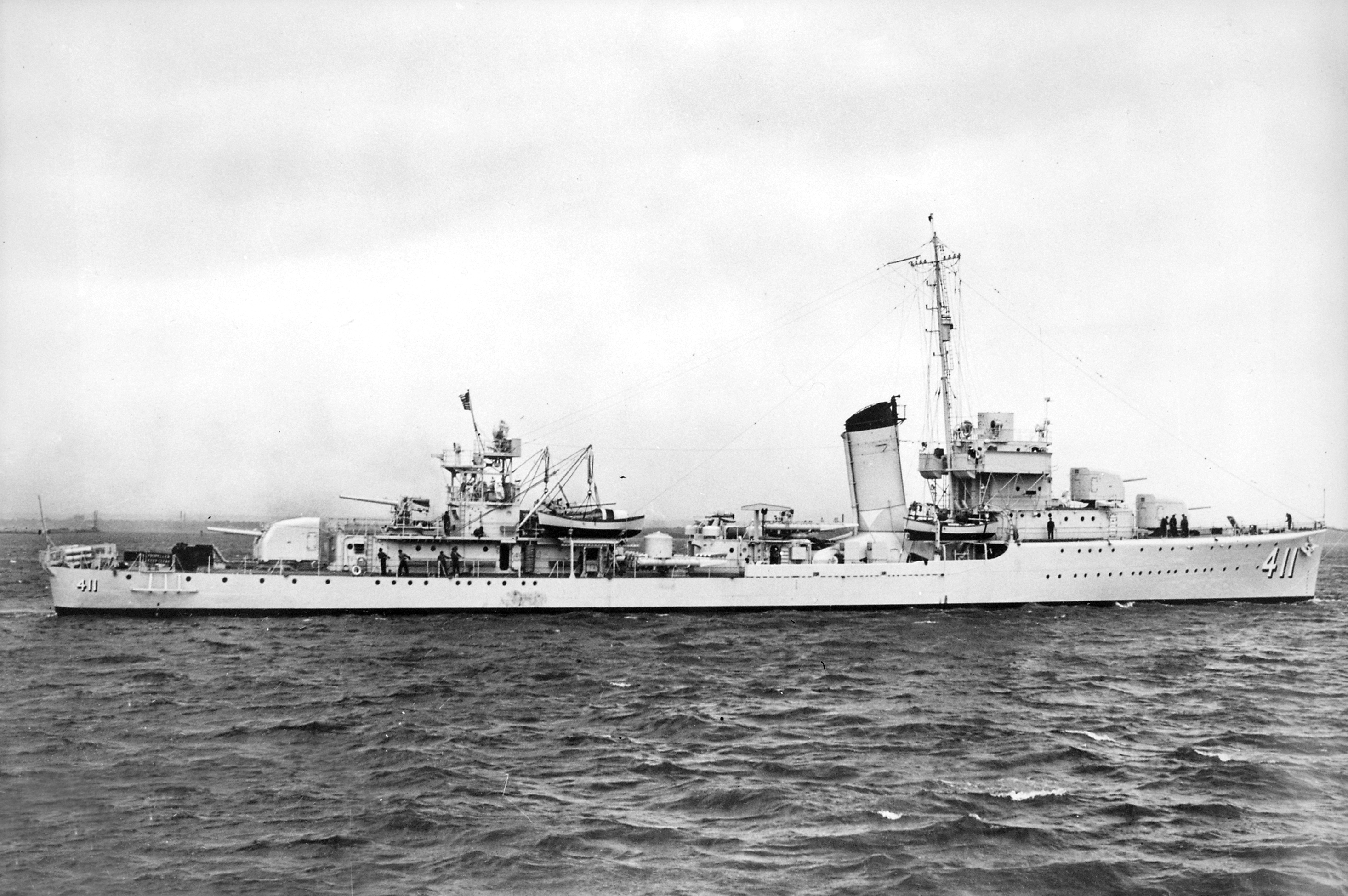
安德森号驱逐舰（1939摄）

### 美国参战前
安德森号驱逐舰先于其他同级舰下水，但在试航中发现其实际船体重量高于设计150吨，且伴随有稳心过高的问题。这些隐患的发现促成了辛姆斯级驱逐舰之后的局部重新设计与改造，至1941年底，相关问题得以彻底解决。小艇架处的3号5英寸主炮被移除，后部四联装鱼雷发射管则接受重新布局，使之贴合中轴线。事后调查表明，蒸汽工程局在设计舰艇时低估了新型武器装备的重量，而建设与维修局实际进行工程时又缺少更改设计方案的权限，两个部门间的沟通障碍导致了最终成品的缺陷，这一事件也间接促使二者于1940年6月20日合并为船舶局。
在完成试航与整备工作后，安德森号继续驻留纽约海军造船厂直至7月上旬。在此期间，其舰上水手组织了一次岸上游行，以庆祝1939年的美国国旗日。7月5日，安德森号起锚前往罗德岛纽波特，并于7月7日抵达该地的海军鱼雷站，装载鱼雷、弹药等作战物资。第二天，她启程返航，在纽约稍作停留后即前往华盛顿特区。7月9日夜，安德森号抵达匡提科，随后她逆波托马克河而上，经弗农山庄等地于10日清晨到达华盛顿海军工厂。次日，包括海军作战部长哈洛德·史塔克上将在内的多名高级官员登舰参观，并对辛姆斯级驱逐舰进行非正式评估。7月12日，安德森号启程前往弗吉尼亚州约克城装载深水炸弹，随后她短暂停留诺福克海军行动基地，并于14日继续驶往北卡罗来纳州威尔明顿。由于威尔明顿正是该舰纪念人物小埃德温·安德森少将的故乡，这艘驱逐舰的造访受到了当地各界的热烈欢迎。停留数天后，安德森号于18日再次踏上旅程，并于第二天抵达诺福克海军造船厂装载弹药。7月21日，安德森号启程前往古巴海域接受正式试航检测。24日，她顺利抵达关塔那摩湾，在完成6名随舰海军陆战队队员交接后，即离港开始执行巡航任务。
此后的数周时间里，安德森号先后造访了波多黎各圣胡安、巴拿马运河区及科科·索洛基地、百慕大哈密尔顿以及加拿大圣约翰斯，最终于8月31日清晨抵达蒙特利尔。在魁北克省短暂休整后，安德森号于9月5日启程返回纽波特，并于9日顺利抵达。此后数天，她作为假想敌协助朱厄特号驱逐舰完成鱼雷训练。9月16日，安德森号返回纽约海军造船厂安装主炮射控系统，至此，所有设备调试工作完成。之后，船员们又进行了火灾管控演练，并于24日抵达诺福克参加随后在弗吉尼亚角进行的射击训练。10月1日，安德森号回到纽约海军造船厂进行后期整修，并于当地驻留直至1940年1月底。
1940年2月7日，她前往罗克兰接受最终试航测试，并在顺利通过后经由波士顿海军造船厂、鳕鱼角运河、巴泽兹湾、牡蛎湾等地于12日返回纽约。此后，安德森号于纽约休整直至4月10日启航前往纽波特进行鱼雷发射测试。4月15日下午，安德森号与曼利号两艘驱逐舰驶离港口前往关塔那摩湾。次日清晨4时许，编队遭遇恶劣海况，安德森号左舷侧救生艇损坏，但未造成人员伤亡。两舰最终于19日清晨6时许抵达目的地。稍作休整后，编队即再次启航，经巴拿马运河于27日抵达墨西哥阿卡普尔科，在执行完一系列任务后，两舰最终于5月1日抵达圣迭戈。5月18日，85名陆军预备役士兵短暂登舰执行港口巡逻任务，随后，安德森号即驶往加利福尼亚南部海域开始中立巡航。20日，该舰协助拖曳一艘遇险驳船前往聖尼古拉斯島。23日清晨，安德森号返回圣迭戈。
6月，安德森号在约克城号航空母舰于北岛执行任务期间为其提供飞机指引，并随后于19日至21日转而为其姊妹舰企业号服务。6月22日，第3驱逐舰中队指挥官艾伦·E·史密斯登上安德森号卸任，结束其作为自己旗舰的身份。25日，该舰即跟随企业号启航离开圣迭戈。包括哈曼号、马斯廷号在内的多艘驱逐舰与安德森号轮流指引舰载机起降，并时刻警戒可能出现的敌对潜艇袭击。7月2日，编队顺利抵达珍珠港。此后的5个月时间里，安德森号都在夏威夷附近海域执行任务，并先后到访帕邁拉環礁与圣诞岛等地。期间，安德森号完成了一系列演习与船只识别工作，并接受了数次维修改造。12月2日，她跟随第8驱逐舰中队离开珍珠港，并于8日抵达圣迭戈，随后前往洛杉矶造船与干船坞公司接受检修。
1941年1月14日，安德森号离开船坞，前往圣佩德罗加入列克星敦号和企业号的护航船队，编队最终于1月21日抵达珍珠港。随后的两个月内，安德森号都在附近海域开展训练。3月17日，两架第5鱼雷机中队TBD轰炸机发生撞机事故，安德森号随即前往事发海域搜寻幸存者，但收获寥寥。3月24日，安德森号脱离舰队返航美国西海岸，在旧金山完成旅客交接后即前往马雷岛海军造船厂接受船体改造。5月16日，厂内工程结束，安德森号开始技术测试并最终通过。21日，她离开旧金山前往长滩。8天后，她跟随第8驱逐舰中队启程前往夏威夷，但随即被转派至大西洋参与中立巡航任务。30日，中队于费城完成集合，启程奔赴巴拿马。

### 大西洋护航
6月8日至9日，舰队通过巴拿马运河，期间因保密与安全问题，安德森号掩去了其舷号与舰名。6月11日，在关塔那摩湾结束加油后，该舰即于下午启程奔赴爱达荷州的反潜补给站装载相关武器，随后她于6月15日抵达费城海军船坞。短暂休整后，安德森号与罗文号两艘驱逐舰于19日早晨离开船坞，顺特拉华河进入大西洋，随后她们跟随塔斯卡卢萨号巡洋舰于21日加入以胡蜂号航空母舰为核心的舰队。此后一段时间，这支舰队均在大西洋上执行中立巡航任务，最远曾抵达佛得角，期间安德森号主要负责胡蜂号舰载机的指引工作与反潜作业。在结束于百慕大进行的1941年美国独立日演习后，安德森号继续驻留当地训练直至7月12日启程前往诺福克。17日，她又进行了鱼雷演练并随后驶往波士顿，最终于19日中午抵达。
8月初，波士顿海军造船厂为安德森号进行了大规模改造，拆除了其3号主炮塔，并增设部分.50口径机枪与深水炸弹导轨，以适应其巡航任务的需求。在完成一系列检测与演习后，安德森号于9月2日跟随塔斯卡卢萨号巡洋舰前往缅因州卡斯柯湾继续任务。安德森号随后加入第15特遣舰队，作为护航船队的一员搭载一队陆军官兵奔赴冰岛协助已于7月进驻当地的海军陆战队。舰队于9月15日抵达雷克雅未克，安德森号随后前往纽芬兰普拉森提亚执行护航任务直至10月3日。10日，她于当地加入围绕约克城号航空母舰组建的第14特遣舰队，作为反潜分队的一员启程前往卡斯柯湾并于13日抵达。在普羅溫斯敦短暂训练后，10月26日，安德森号加入第14特遣舰队3分队前往大不列颠群岛，期间负责反潜与航空引导。10月30日，安德森号发现疑似潜艇信号并使用深水炸弹发动攻击，随后，她同其姊妹舰休斯号一起展开追击，但于晚些时候宣告失败。11月7日，安德森号抵达华尔峡湾补充燃油，并在随后的一个月时间里于冰岛海域巡航。

### 第二次世界大战

#### 大西洋战场
1941年12月9日，日本突袭珍珠港，美国迅速重新分配世界各地船只的任务。11日，安德森号即由冰岛返航诺福克，并于17日抵达。短暂休整后，第二天清晨，她与同级舰哈曼号、马斯廷号、莫里斯号即奔赴查尔斯顿进行作战准备。次日，安德森号卸下弹药，进入查尔斯顿海军造船厂接受维修改造，在此期间，.50高射机枪被逐次升级为20mm防空炮。1942年1月3日，安德森号在完成校准消磁装置后前往诺福克，并于5日抵达。短暂休整后，她又于第二天参加了对汉普顿航道的清理工作。随后，她作为密西西比号战列舰的护航船只跟随第3战列舰中队前往太平洋。

#### 太平洋战场
接下来的4天时间里，安德森号继续护送新墨西哥号战列舰、密西西比号战列舰以及海斯号攻击运输舰自美国东海岸驶往墨西哥湾。1月11日清晨，舰队抵达克里斯托弗，随后通过运河并于同日下午抵达巴尔博亚。完成油料补给后，舰队继续向北驶往加利福尼亚州圣迭戈。期间曾遭遇不明船只，但经过识别后均被证实为同盟国商船。1月22日中午时分，舰队抵达旧金山，安德森号进驻54号码头。25日，由迪克西号驱逐母舰完成作战准备后，安德森号驶离旧金山湾，加入2019护航船队。由于湾区浓雾问题，船队花费了一段时间才集结完成，但最终仍得以顺利启程前往夏威夷。2月2日，舰队抵达珍珠港。此后的两周时间，安德森号都在珍珠港附近海域巡逻或协助其他战舰训练。
2月16日，安德森号随第17特遣舰队出征，掩护约克城号航空母舰和阿斯托利亚号巡洋舰等主力战舰。此后的两周，特遣舰队在法蘭克·傑克·弗萊徹少将的指挥下扫荡西南太平洋海域。3月6日，舰队与威尔逊·布朗中将率领的第11特遣舰队会合，准备突袭日军位于拉包尔的据点。然而很快澳大利亚在新几内亚的据点莱城和薩拉毛亞即被攻破，盟军战略重心转移至打击日军位于这些地区的滩头阵地，袭击拉包尔的计划即告终止。为保障巴布亞灣的航空母舰安全，布朗中将将包括安德森号在内的部分下辖舰只交予英国皇家海军约翰·G·格雷斯少将指挥，前往羅塞爾島附近的路易西亞德群島海域巡航，阻挡日军向莫尔兹比港的攻势。3月14日，该分队重新并入第11特遣舰队，巡逻期间并未遭遇日军舰队。此后，安德森号继续跟随约克城号巡逻直至4月底。
5月6日，奥布里·费奇少将率领的第11特遣舰队前来增援第17特遣舰队，弗莱彻即准备于次日对日军发动攻击，阻止其继续向莫尔兹比港推进。安德森号被分配至第5分队，负责掩护列克星敦号。7日，双方爆发大规模战斗，美军航空兵很快发现并击伤翔鹤号航空母舰，舰队防空火力与护航战斗机则重挫来袭的瑞鶴號航空母艦飞行中队。与此同时，美军航空母舰开始分散，互相间隔3至4海里，安德森号继续掩护列克星敦号。8日上午11时许，第一批日军战机袭来，空袭持续至中午12时，期间安德森号坚守岗位，向机群倾泻火力，但没有取得战果。空袭中，安德森号仅被机枪扫射，列克星敦号则受重创，虽然其火势起初得到控制，最终仍因油气管道破裂引发爆炸而弃船。安德森号救起了377名幸存者。10日，安德森号将救起船员转移至波特兰号巡洋舰，随后前往新喀里多尼亞的努美阿，于该地将5枚鱼雷转交予菲尔普斯号驱逐舰，协助其执行击沉列克星敦号的任务。随后，她启程前往汤加塔布岛并加入第17特遣舰队。5月28日，舰队抵达珍珠港，在短暂休整后即于30日掩护刚刚完成紧急修理的约克城号驶离，奔赴中途岛迎击日本舰队。
中途岛海战期间，安德森号的高射炮手报告称直接命中一架正在坠毁的敌机。当约克城号因日军鱼雷机攻击而遭到重创后，安德森号前往接收了从舰上撤离的204名官兵。6月13日，该舰返回珍珠港。7月8日至15日，安德森号护送富尔顿号潜艇母舰前往中途岛，并于22日至27日护送长岛号航空母舰经帕邁拉環礁返航。8月17日，安德森号随第17特遣舰队前往所罗门群岛海域，并于29日加入第61特遣舰队第2支队，负责掩护大黄蜂号航空母舰。9月15日，日军潜艇伊-19号发射鱼雷命中胡蜂号航空母舰，数分钟后，未命中的2枚鱼雷向大黄蜂号护航舰队袭来，先后命中正在规避的奥拜恩号驱逐舰与北卡罗来纳号战列舰。安德森号随后被派往支援受损的战列舰，并护送其于9月19日抵达汤加塔布。9月，安德森号护送一支荷兰船队前往敦比阿湾，随后于10月3日协助第17特遣舰队空袭布因-范锡区域敌方据点。10月3日，她被派往寻找一名失踪飞行员，在搜寻无果后因与舰队距离过远而独自前往努美阿。8日，安德森号重新加入舰队。
10月15日，安德森号接到命令跟随舰队前往瓜达尔卡纳尔岛附近海域打击敌军海军力量，以缓解岛上陆军战斗压力。26日，战斗双方爆发大规模海空战斗。上午九时许，27架日军战机袭来，安德森号击落其中的2架，并击伤1架，但大黄蜂号也被1枚炸弹和1架九九式艦上轟炸機击中。在随后的战斗中，安德森号又击落一架鱼雷机并击伤多架战机，但大黄蜂号则被另外2枚炸弹、2枚鱼雷以及1架战机命中。随着北安普顿号巡洋舰拖曳方案的失败，大黄蜂号于傍晚六时许遭到另一轮空袭而最终弃船，安德森号接收了舰上247名官兵。晚些时候，马斯廷号驱逐舰尝试使用3枚鱼雷击沉大黄蜂号但最终失败，安德森号又发射了6枚，但依然无法击沉目标。两舰最终于日军驱逐舰抵达前撤离。
1942年11月，安德森号参加了瓜达尔卡纳尔岛海域的后续行动，协助护送运输船并为岸上友军提供火力支援。1942年12月至次年1月，安德森号加入第16特遣舰队并参加反潜训练与演习，此后她又护送第62.4.7船团往返瓜达尔卡纳尔与圣灵岛运输物资，并与威尔逊号驱逐舰协同侦查和打击所罗门群岛海域敌占据点。安德森号继续在新赫布里底群岛附近海域执行巡航扫荡和加油护卫任务直至1943年3月7日，随后她于22日返回珍珠港并很快回到美国本土。在旧金山的维修工作从4月9日一直持续到6月8日。7月11日，她跟随第96特遣舰队第1分队离开港口前往柯迪亚克，并于21日抵达。她随后加入第16.17特混舰队（TG 16.17）并参加了8月2日至15日对基斯卡島的轰炸。该舰驻留阿留申群岛直至9月21日，随后她启程返回珍珠港。
10月14日至11月1日，安德森号与运输船队驻留惠灵顿，准备下一阶段的战斗。19日，她跟随第53特遣舰队抵达塔拉瓦环礁，并在之后参与攻占贝蒂奥岛。12月21日，她回到圣迭戈护送海军陆战队第四师前往夸贾林环礁。1944年1月30日，她作为诱饵舰队的先锋驱逐舰之一在沃杰环礁附近接敌，战斗中，她的作战信息中心被摧毁，包括舰长在内的多名指挥人员阵亡。副舰长迅速接管指挥权，并领导船员完成既定作战目标。在罗伊-纳穆尔岛附近完成掩护任务后，该舰于2月1日被拖回珍珠港。维修工作一直持续到6月15日，之后她前往西南太平洋，并参与了奥罗湾、阿姆斯特丹岛、摩羅泰島等地的多次护航与登陆掩护任务。莱特湾海战期间，她协助盟军船只抵御日军飞机进攻，并取得击落一架，击伤数架的战果。11月1日，一架一式戰鬥機撞上安德森号左舷，造成船尾甲板断裂并致使18人牺牲，20人受伤。11月3日，安德森号离开莱特湾，经查亚普拉、馬努斯島、馬久羅、珍珠港等地返回旧金山，并于12月9日开始维修。
1945年5月11日，安德森号抵达阿拉斯加州阿图岛，8天后，她跟随第92特遣舰队启程开始任务。她先后参加了多次对鄂霍次克海的扫荡及对千岛群岛的轰炸，并长期在附近海域巡逻。此后直至战争结束，安德森号都在北太平洋舰队服役，协助盟军占领日本北部各战略目标。10月30日，她离开日本海域返回美国本土，并于12月1日抵达圣迭戈。12月27日，她启程前往夏威夷。

### 战后
安德森号于1946年1月3日抵达珍珠港，随后于5月15日被编入第1联合特遣舰队参加十字路口行动。5月30日，该舰抵达比基尼环礁。7月1日，在Able核试验中，因距离起爆中心较近，试验开始9秒内其船体即发生两次爆炸，随后舰体起火，于7分钟后沉没于比基尼泻湖。
1946年9月25日，安德森号从美国海军除籍。

## 荣誉
第二次世界大战中，安德森号驱逐舰共救起超过1000名美军官兵，并在战斗中获得10枚战斗之星：
| 战役或行动               | 日期（包含各任务段）    |
| ------------------------ | ----------------------- |
| 珊瑚海海战               | 1942年5月4日至8日       |
| 中途岛海战               | 1942年6月3日至6日       |
| 圣克鲁斯群岛战役         | 1942年10月26日          |
| 第三次瓜达尔卡纳尔岛突袭 | 1942年11月12日至15日    |
| 瓜达尔卡纳尔群岛攻防战   | 1943年1月29日至2月1日   |
| 吉尔伯特群岛战役         | 1943年11月20日至12月7日 |
| 马绍尔群岛战役           | 1944年1月31日至2月8日   |
| 新几内亚西部战役         | 1944年7月29日至9月15日  |
| 莱特湾海战               | 1944年10月13日至11月9日 |
| 千岛群岛战役             | 1945年5月19日至8月11日  |

## 历任舰长
| 姓名       | 译名                        | 军衔 | 任职时间                          |
| ---------- | --------------------------- | ---- | --------------------------------- |
|            | 小威廉·马修斯·霍比          | 少校 | 1939年5月19日                     |
|            | 约翰·肯尼斯·伯克霍尔德·金德 | 少校 | 1944年3月22日                     |
|            | 理查德·艾伦·格斯里          | 少校 | 1942年4月1日                      |
|            | 约翰·加德纳·坦南特三世      | 少校 | 1943年5月14日-1944年1月30日（ †） |
|            | 小约翰·阿德里昂·夏普        | 少校 | 1944年1月30日                     |
|            | 詹姆斯·约瑟夫·麦克马伦      | 少校 | 1945年12月-1946年8月28日          |
| 参考文献： |                             |      |                                   |